# オレグ・グセフ
オレグ・アナトリオヴィチ・グセフ（Oleg Anatoliovych Gusev、1983年4月25日 - ）は、ウクライナ (旧ソビエト連邦)・スームィ州ステパニフカ出身の元同国代表サッカー選手、現サッカー指導者。現役時代のポジションはMF。

## 経歴

### 選手
2003年にFCアルセナル・キエフからFCディナモ・キーウへと移籍すると、加入後すぐに右サイドでレギュラーに定着した。2006年にウクライナ代表が初めて出場した2006 FIFAワールドカップでは、主に右サイドバックのポジションでプレーし、ベスト8進出に大きく貢献した。
自身2度目のメジャー大会となったUEFA EURO 2012では、ドイツW杯と同じく右サイドバックのレギュラーとして奮闘したが、グループステージ敗退に終わった。
2014年3月30日、ウクライナ・プレミアリーグのFCドニプロ戦にて、代表でのチームメイトであったGKのデニス・ボイコと衝突してグセフは意識を失ってピッチに倒れた。直後に異常を察知したドニプロのジャバ・カンカヴァがグセフの舌を引き上げ、窒息を防ぎ、グセフは意識を取り戻した。
2016-17シーズンの12月、ディナモ・キエフとの契約満了によって一度はクラブを退団したものの、2017年6月12日に2017-18シーズンのみの1年契約を結んでクラブに復帰した。2018年5月19日、FCシャフタール・ドネツクとの大一番で75分からピッチに立ったグセフは、試合終了までプレーし2-1の勝利に貢献すると、現役引退を公表。ディナモ・キエフでは公式戦通算433試合に出場し、シャフタール・ドネツク戦ではサポーターにより感謝の意を表すコレオが掲げられた。

### 指導歴
現役引退後は指導者の道へと進め、2020年にU-21ウクライナ代表での指導を経て古巣FCディナモ・キーウのアシスタントコーチに就任した。

## 代表歴

### 出場大会
- ウクライナ代表

2006年 - 2006 FIFAワールドカップ（ベスト8）
2012年 - UEFA EURO 2012（グループステージ敗退）

### 試合数
- 国際Aマッチ 98試合13得点（2003年 - 2016年）[7]

| ウクライナ代表 | 国際Aマッチ | 国際Aマッチ |
| 年             | 出場        | 得点        |
| -------------- | ----------- | ----------- |
| 2003           | 4           | 0           |
| 2004           | 9           | 1           |
| 2005           | 8           | 0           |
| 2006           | 13          | 1           |
| 2007           | 11          | 4           |
| 2008           | 2           | 0           |
| 2009           | 7           | 1           |
| 2010           | 7           | 0           |
| 2011           | 7           | 1           |
| 2012           | 11          | 4           |
| 2013           | 11          | 1           |
| 2014           | 4           | 0           |
| 2015           | 3           | 0           |
| 2016           | 1           | 0           |
| 通算           | 98          | 13          |

### 得点数
| #  | 開催日         | 開催地                                                           | 対戦国           | スコア | 結果 | 大会                          |
| -- | -------------- | ---------------------------------------------------------------- | ---------------- | ------ | ---- | ----------------------------- |
| 1  | 2004年11月17日 | イスタンブール、シュクリュ・サラジオウル・スタジアム             | トルコ           | 0-1    | 0-3  | 2006 FIFAワールドカップ・予選 |
| 2  | 2006年8月15日  | キーウ、ロバノフスキー・ディナモスタジアム                       | アゼルバイジャン | 4-0    | 6-0  | 親善試合                      |
| 3  | 2007年3月24日  | トフティル、スヴァンガスカーズ                                   | フェロー諸島     | 0-2    | 0-2  | UEFA EURO 2008予選            |
| 4  | 2007年3月28日  | オデッサ、チョルノモレツ・スタジアム                             | リトアニア       | 1-0    | 1-0  | UEFA EURO 2008予選            |
| 5  | 2007年10月11日 | キーウ、オリンピスキ・スタジアム                                 | フェロー諸島     | 2-0    | 5-0  | UEFA EURO 2008予選            |
| 6  | 2007年10月11日 | キーウ、オリンピスキ・スタジアム                                 | フェロー諸島     | 3-0    | 5-0  | UEFA EURO 2008予選            |
| 7  | 2009年10月14日 | アンドラ・ラ・ベリャ、エスタディ・コムナル・ダンドラ・ラ・ベリャ | アンドラ         | 0-2    | 0-6  | 2010 FIFAワールドカップ・予選 |
| 8  | 2011年10月11日 | タリン、ア・ル・コック・アレーナ                                 | エストニア       | 0-1    | 0-2  | 親善試合                      |
| 9  | 2012年2月29日  | ペタフ・ティクヴァ、ハモシャヴァ・スタジアム                     | イスラエル       | 0-1    | 2-3  | 親善試合                      |
| 10 | 2012年5月28日  | クーフシュタイン、クーフシュタイン・アレーナ                     | エストニア       | 2-0    | 4-0  | 親善試合                      |
| 11 | 2011年2月9日   | インスブルック、ティヴォリ・シュターディオン                     | オーストリア     | 1-1    | 3-2  | 親善試合                      |
| 12 | 2011年2月9日   | インスブルック、ティヴォリ・シュターディオン                     | オーストリア     | 2-2    | 3-2  | 親善試合                      |
| 13 | 2013年3月22日  | ワルシャワ、ワルシャワ国立競技場                                 | ポーランド       | 0-2    | 1-3  | 2014 FIFAワールドカップ・予選 |

## タイトル

### クラブ
FCディナモ・キエフ
- ウクライナ・プレミアリーグ : 5回 (2003-04, 2006-07, 2008-09, 2014-15, 2015-16)
- ウクライナ・カップ : 5回 (2004-05, 2005-06, 2006-07, 2013-14, 2014-15)
- ウクライナ・スーパーカップ : 5回 (2004, 2006, 2007, 2009, 2011)

### 個人
- ウクライナ年間最優秀サッカー選手賞（英語版） : 1回 (2005)